# Teutermühle und Pumpenkunst
Die Teutermühle und Pumpenkunst war ursprünglich bis 1685 eine Wassermühle an der Wurm in der Stadt Würselen in der nordrhein-westfälischen Städteregion Aachen im Regierungsbezirk Köln. Danach Umbau zur Pumpenkunst.

## Geographie
Die Teutermühle und Pumpenkunst hatte ihren Standort an der Wurm, an der Schweilbacher Straße, in der Stadt Würselen. Das Mühlengebäude lag auf einer Höhe von ca. 135 m über NN. Oberhalb hatte die Adamsmühle ihren Standort, unterhalb lagen die Pumper Mühlen.

## Gewässer
Die Wurm versorgte auf einer Flusslänge von 53 km zahlreiche Mühlen mit Wasser. Die Quelle der Wurm liegt südlich von Aachen bei 265 m über NN, die Mündung in die Rur ist bei der Ortschaft Kempen in der Stadt Heinsberg bei 32 m über NN. 

## Geschichte
Die erste Erwähnung der Mühlen ist aus dem Jahre 1569 bekannt. Die Mahlmühle gehörte den Herren von Bongart im Heiydener Ländchen und trug den Namen Teutermühle, weil sie wohl an einer Spitzkehre der Wurm erbaut war. Die Geschichte rund um die Mühle war wechselhaft und dennoch sehr bedeutsam.
Im Aachener Revier traten die Lagerstätten der Steinkohle infolge der Bodenerosion zutage und konnten an den Hangseiten leicht abgebaut werden. 1684/85 richtete die Stadt Aachen an der Teut eine Kohlengrube ein und übernahm gleichzeitig die Mühle. Die Kohlenflötze erreichten immer mehr an Tiefe, sodass der Wasserspiegel der Wurm unterschritten wurde. Das Grubenwasser hatte nun keinen natürlichen Ablauf mehr. Man war gezwungen das Wasser bis zur Talsohle zu heben, um es natürlich abfließen zu lassen.
Dieses geschah auf unterschiedliche Weise. Lange Zeit schafften Wasserknechte  mit Ledereimern das Wasser von Hand zu Hand nach oben. Die nächste Entwicklungsstufe waren Handpumpen, bevor Treträder die Tretkunst und Pferdegöpel die Rosskunst zum Einsatz kamen. Im 16. Jahrhundert erfolgte dann der Pumpenantrieb durch das Wasserrad der Mühle, die Wasser- oder Pumpenkunst. Die Aachener Grubenbesitzer ließen 1685 die Teutermühle zu einer solchen Wasser- und Pumpenkunst umbauen, was gleichzeitig die Schließung der Mahlmühle bedeutete.
Unter Kunst verstand man im Bergbau jede Art von Maschinen, die den Menschen die Arbeit abnahmen und erleichterten. So gab es für die Wasserhaltung in den Gruben die Pumpenkunst. Das waren Pumpen, die mit Wasserkraft angetrieben und über ein mehr oder weniger langes Feldgestänge bewegt wurden. Diese Kunst wurde an der Teutermühle nun eingesetzt. Sie war eine der ersten dieser Art im Aachener Revier. Die Teuter Kunst hat bis um 1800 ihren Dienst verrichtet. 1808 ging die Mühle mit ihren verfallenen Resten unter.

## Galerie

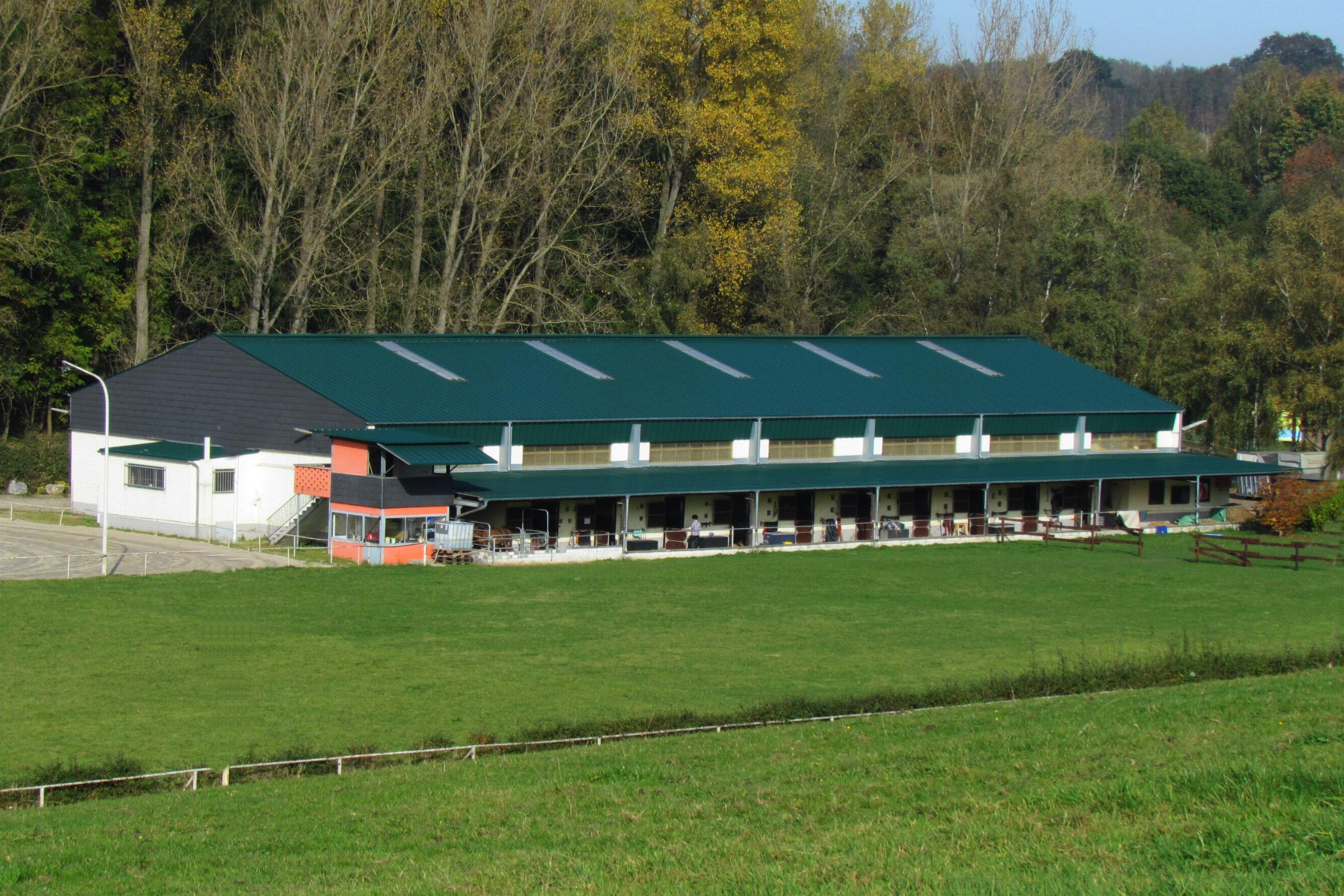
Gegenüber dem Teuterhof befindet sich der Reitstall Teuterhof
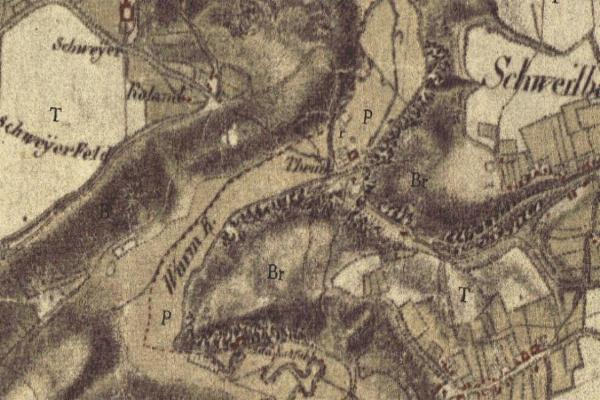
Teuterhof auf der Tranchotkarte 1805/07
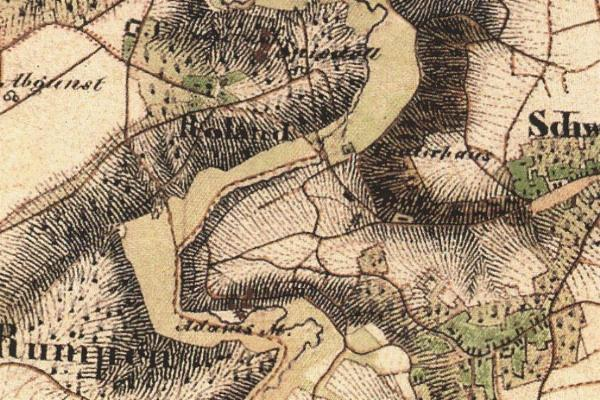
Teuterhof auf der Uraufnahme 1846
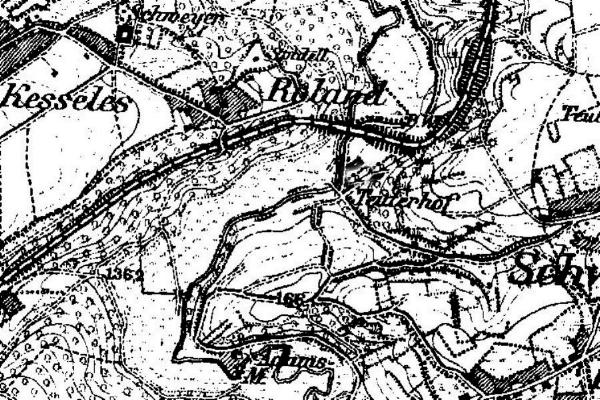
Teuterhof auf der Neuaufnahme von 1892

→ Siehe auch Liste der Mühlen an der Wurm